# リッチ平坦多様体
数学では、リッチ平坦多様体(Ricci-flat manifolds)は、リッチ曲率が 0 であるリーマン多様体である。物理学では、リッチ平坦多様体は、任意の次元で宇宙定数が 0 であるリーマン多様体に対して、アインシュタイン方程式の類似である真空解(vacuum solution)を表わす。リッチ平坦多様体は、通常は宇宙定数が 0 である必要はないアインシュタイン多様体の特別な場合である。
リッチ曲率が、小さな測地用の球の体積がユークリッド空間の中の球の体積から逸脱する量を測る。小さな測地用の球は、体積の変えはしないが、ユークリッド空間の中の標準的な球とは「形」を変えることもありうる。 たとえば、リッチ平坦な多様体の中では、ユークリッド空間の中の円は、変形されて同じ面積を持つ楕円となっていることもありうる。これはワイル曲率のおかげである。
リッチ平坦多様体は、ホロノミー群を制限される場合が多い。重要なケースとして、カラビ・ヤウ多様体や超ケーラー多様体がある。